# Atheta aquatilis
Atheta aquatilis är en skalbaggsart som först beskrevs av Thomson 1867.  Atheta aquatilis ingår i släktet Atheta, och familjen kortvingar. Arten är reproducerande i Sverige.